# Kassem Awad
Kassem Awad, född 19 mars 1995 i Nyköping, är en svensk handbollsspelare. Han är mittsexa och spelar för Elverum Håndball.

## Karriär
Kassem Awad har IFK Nyköping som moderklubb. Han spelade i klubben i Division 2 fram till 2016. Han skulle då sluta med handbollen, och flyttade till Malmö för studier. Han tränade dock med ett av HK Malmös lag, och spelade sen en del för laget i Division 4 under 2016. 2017 började han träna med A-laget, och skrev då kontrakt med dom och började spela i Handbollsligan. Han hade hittills spelat som vänsternia, men omskolades framgångsrikt i HK Malmö till mittsexa. 2022 skrev han på för den norska mästarklubben Elverum Håndball.
I November 2020 gjorde han landslagsdebut, då han på grund av skada i truppen blev inkallad till en EM-kvalmatch mot Kosovo. Han gjorde då sitt första landslagsmål.